# Woestijne

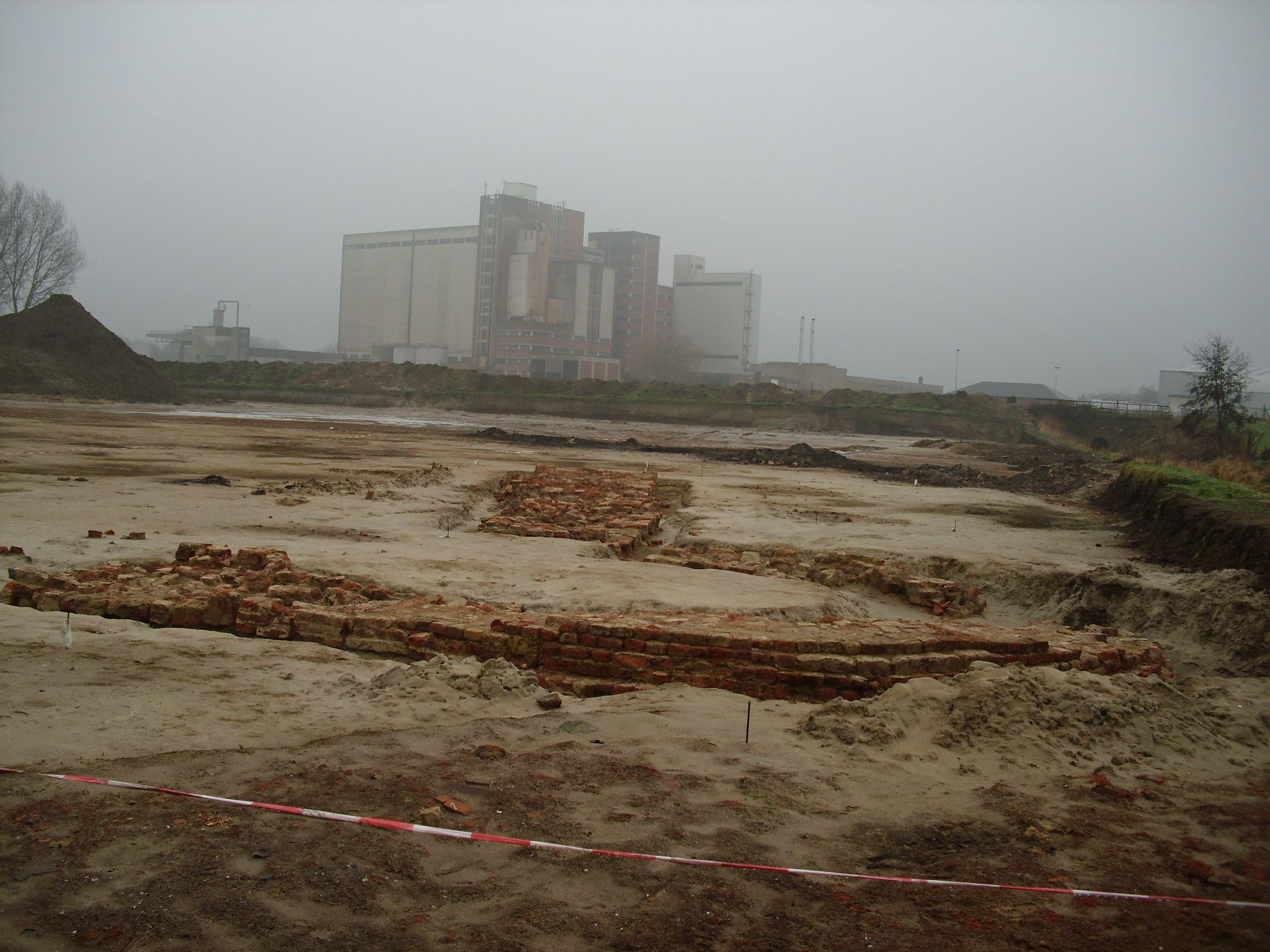
Een voorlopige ongedateerde archeologische vondst in het gebied Woestijne.

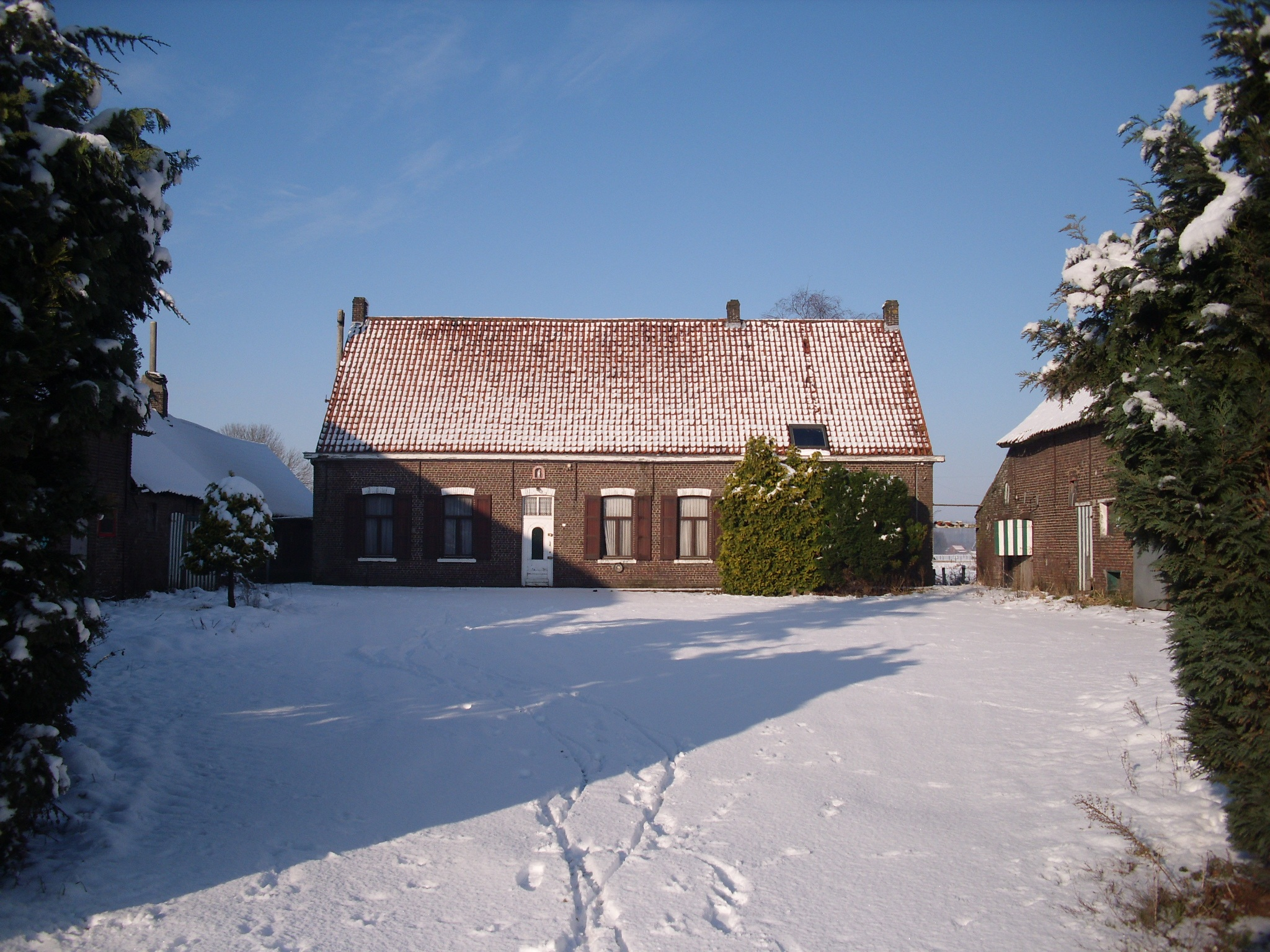
De hoevewoning van het Woestijnegoed.

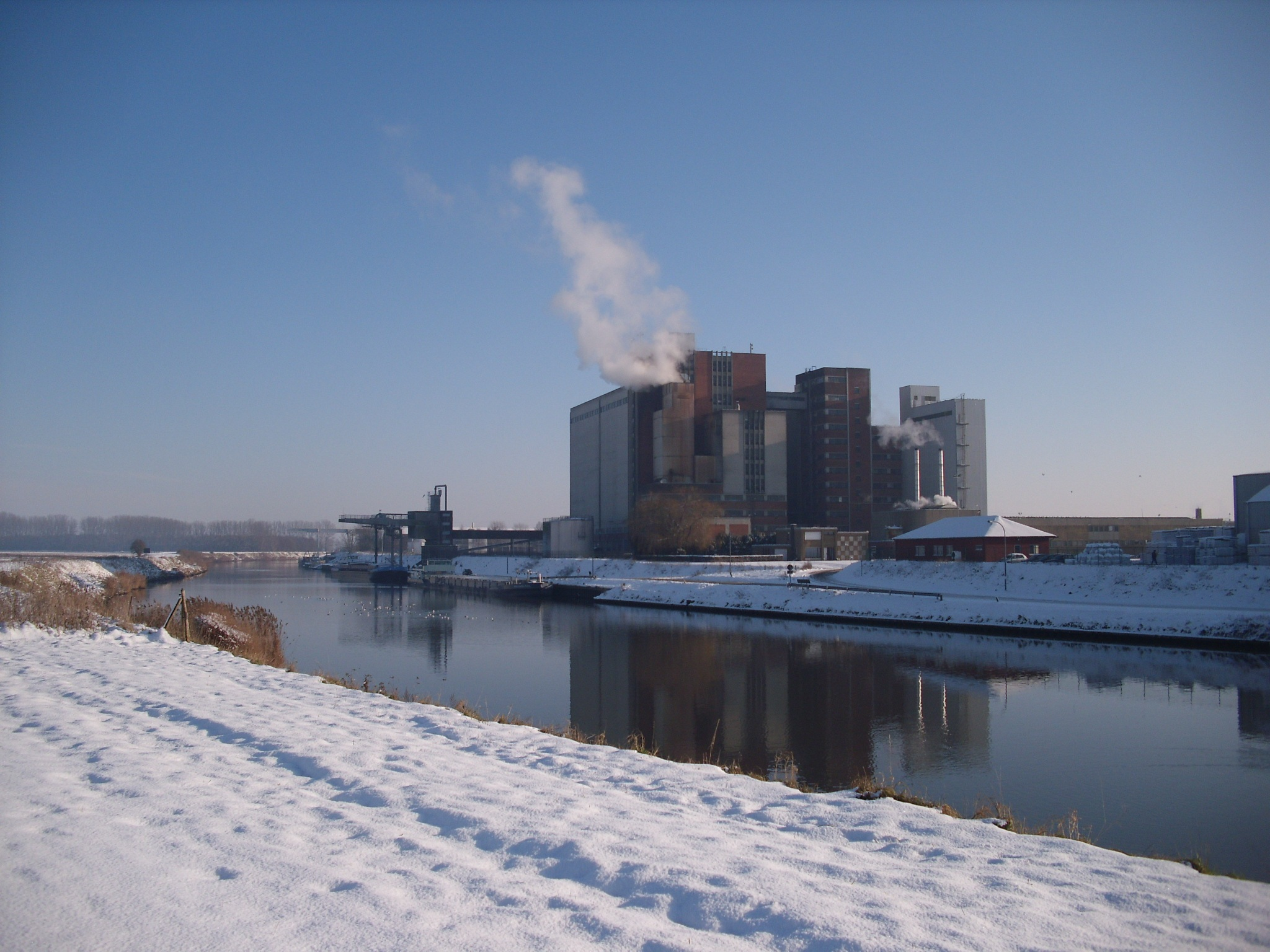
Ter hoogte van Aveve komt er een nieuwe brug.

De Woestijne was tot 2010 een grotendeels agrarisch gebied, gelegen in de Belgische dorp Aalter-Brug (Aalter) in de provincie Oost-Vlaanderen. In de toekomst zal het worden ingericht als een bedrijventerrein. De Woestijne wordt in het zuiden begrensd door het kanaal Gent-Brugge, in het noorden door de N499, die de gemeente Ursel verbindt met de N44. Aan de westzijde ligt het dorp Aalter-Brug, aan de oostzijde doet men aan landbouw en is er beperkte bewoning. Woestijne kreeg zijn naam omwille van de ligging in een woest gebied, dat eertijds bezaaid was met heide en bos.

## Historisch
Centraal daarin ligt het foncier van de grafelijke heerlijkheid Land van Woestijne, dat zich eeuwenlang uitstrekte over gedeelten van Aalter, Knesselare en Bellem. Het Woestijnegoed - zoals de hoeve werd genoemd - heeft een verleden welk teruggaat tot de 12de eeuw. In de winter van 1893-1894 brandden de 17de-eeuwse gebouwen af en werd in 1895 de huidige boerderij opgericht. Ze bleef in gebruik tot 2010.
Op de nabijgelegen Hollebeek werd in 1864 een watermolen geïnstalleerd voor het malen van koren. De molen is ondertussen verdwenen met uitzondering van een gemetselde muur in het riviertje. Om duidelijkheid te krijgen in de geschiedenis van het gebied én als voorbereiding tot herbestemming van de gronden werd eerst een grootschalig archeologisch onderzoek gevoerd.

## Bedrijventerrein
De eerste plannen om van het gebied tussen De Urselweg en het kanaal een industriezone te maken, dateren van 1993. Na onteigening verkocht de gemeente Aalter de gronden aan de NV Waterwegen en Zeekanaal (W&Z) voor € 13,5 miljoen. Het betreft een organisatie die nauw verbonden is met het Vlaams Ministerie van Mobiliteit en Openbare Werken (MOW). W&Z zal er in de toekomst het 33 ha grote bedrijventerrein aanleggen, inrichten en beheren. Hierbij richt men zich grotendeels naar bedrijven die watergebonden activiteiten organiseren. Het vervoer van de grondstoffen en de later afgewerkte producten dient vooral te verlopen via het aangrenzende kanaal Gent-Brugge-Oostende. De verbinding met het reeds bestaande bedrijventerrein Lakeland - op de linkeroever - zal concrete vorm krijgen na de bouw van een nieuwe brug over datzelfde kanaal. Het wordt tevens de verplichte route naar en van de Woestijne om de N44 en de E40 te bereiken. De brug komt ter hoogte van het terrein dat ligt tussen de veevoederfabriek Aveve en de multinational Bekaert. De nog in te richten bedrijvenzone op de rechteroever blijft in handen van W&Z en wordt in concessie gegeven voor een lange periode aan de deelnemende firma’s.
De gebouwen van de Woestijnehoeve blijven behouden en kunnen na renovatie gebruikt worden als vergader- en conferentieruimte, restaurant, educatief centrum, gemeenschappelijke dienstverlening en kinderopvang. Enkel de woning, de twee schuren en het bakhuis blijven overeind.

## Trivia
- De heemkundige kring van Aalter draagt de naam Land van de Woestijne.
- De Woestijneroute, is een bewegwijzerde 45 km lang fietsroute. De start ligt aan het gemeentehuis van Aalter.